# Receptor rianodynowy
Receptor rianodynowy – receptor uwalniający jony Ca2+ z retikulum sarkoplazmatycznego w komórkach mięśni lub ER innych komórek. Jego nazwa pochodzi od rianodyny, roślinnego alkaloidu, który blokuje ten receptor.
Czynnikiem aktywującym receptory rianodynowe jest m.in. Ca2+ zazwyczaj wnikający do komórek przez kanały zależne od potencjału błony plazmatycznej. Jest to mechanizm wzmacniający sygnał wapniowy, zwany jako CICR (ang. calcium-induced calcium release).